# Mäelooga
Mäelooga – wieś w Estonii, w prowincji Valga, w gminie Elva. W 2021 roku miała 43 mieszkańców.